# Tuszyn (gmina)
Pour les articles homonymes, voir Tuszyn.
Tuszyn est une gmina (commune) mixte ou urbaine-rurale (gmina miejsko-wiejska) du powiat de Łódź-est, dans la Łódź, dans le centre de la Pologne.
Son siège administratif (chef-lieu) est la ville de Tuszyn, qui se situe environ 20 km au sud de la capitale régionale Łódź.
La gmina couvre une superficie de 128,87 km2 pour une population de 11 690 habitants en 2006, comprenant pour la ville de Tuszyn un total de 7 178 habitants et une population pour sa partie rurale de 4 512 habitants.

## Géographie
Outre la ville de Tuszyn, la gmina inclut les villages et localités de :
- Bądzyń
- Dylew
- Garbów
- Garbówek
- Głuchów
- Gołygów
- Górki Duże
- Górki Małe
- Jutroszew
- Kruszów
- Mąkoszyn
- Modlica
- Rydzynki
- Syski
- Szczukwin
- Tuszynek Majoracki
- Wodzin Majoracki
- Wodzin Prywatny
- Wodzinek
- Wola Kazubowa
- Żeromin
- Zofiówka

### Gminy voisines
La gmina de Tuszyn est voisine des gminy de:
- Brójce
- Czarnocin
- Dłutów
- Grabica
- Moszczenica
- Pabianice
- Rzgów

## Administration
De 1975 à 1998, le village était attaché administrativement à l'ancienne voïvodie de Piotrków.

Depuis 1999, il fait partie de la nouvelle voïvodie de Łódź.

## Structure du terrain
D'après les données de 2007, la superficie de la commune de Tuszyn de 128,87 kilomètres carrés, répartis comme telle :
- terres agricoles : 61 %
- forêts : 22 %

La commune représente 25,99 % de la superficie du powiat.

## Démographie
Données du 31 décembre 2007 :
| Description        | Total  | Total | Femmes | Femmes | Hommes | Hommes |
| ------------------ | ------ | ----- | ------ | ------ | ------ | ------ |
| Unité              | Nombre | %     | Nombre | %      | Nombre | %      |
| Population         | 11 649 | 100   | 6 053  | 52,0   | 5 596  | 48,0   |
| Densité (hab./km²) | 90     | 90    | 47     | 47     | 43     | 43     |